# Place du Québec
La place du Québec est une place du 6e arrondissement de Paris.

## Situation et accès
La place est située en face de l'église Saint-Germain-des-Prés dans le quartier éponyme. Elle est bordée par la rue de Rennes, par la rue Bonaparte et par le boulevard Saint-Germain. La place du Québec est située à une centaine de mètres seulement d'une autre place parisienne célébrant la présence de la francophonie nord-américaine, la place d'Acadie.

## Origine du nom
Cette place porte le nom du Québec, une nation et province de l'est du Canada.

## Historique
La place de Paris fut inaugurée le 15 décembre 1980 par le maire Jacques Chirac, ainsi que par le Premier ministre du Québec, René Lévesque, lors d'un voyage officiel en France qu'il effectuait du 14 au 17 décembre. Elle rend hommage, indirectement, au sacre de François de Laval, premier évêque du Québec, qui eut lieu en l’église de Saint-Germain-des-Prés, en 1674.

## Bâtiments remarquables et lieux de mémoire
Depuis 1984, une sculpture de l'artiste québécois Charles Daudelin, l'Embâcle, représente sous la forme d'une fontaine stylisée un flot d'eau soulevant et perçant les dalles du trottoir symbolisant la débâcle des glaces flottantes au printemps sur le Saint-Laurent, mythique fleuve québécois.